# Frigyes Szapáry
Frigyes Szapáry de Szápár, Muraszombat et Szechy-Sziget (15 de novembro de 1869 - 18 de março de 1935), foi um diplomata austro-húngaro que serviu como embaixador em São Petersburgo. Com a eclosão da Primeira Guerra Mundial, desempenhou papel fundamental durante o Ultimato de julho de 1914.

## Vida

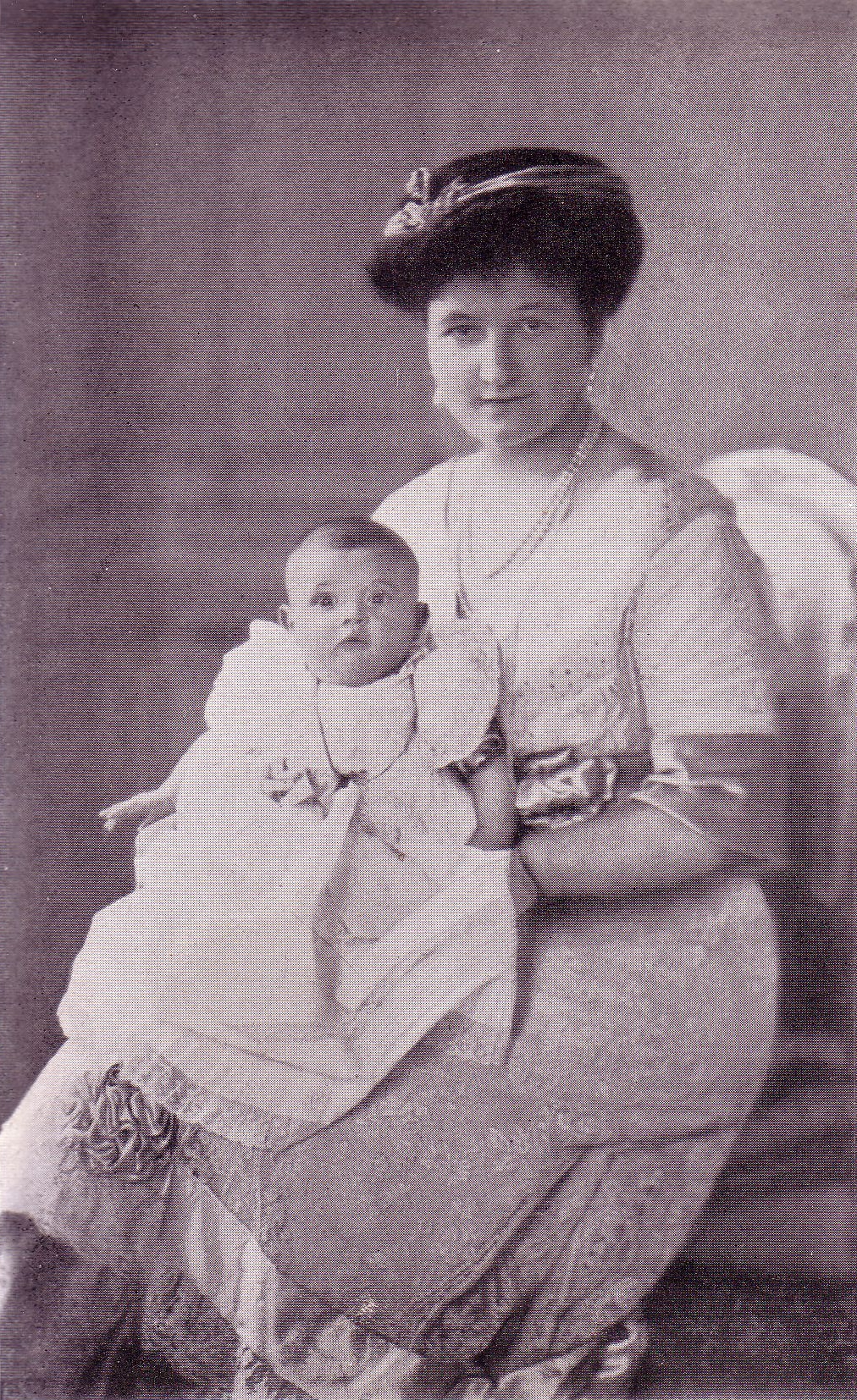
Sua esposa Hedwig von Szapáry com a filha. São Petersburgo, 1914.

Nascido em Budapeste em 15 de novembro de 1869 em uma família nobre húngara de destaque como o segundo filho de László Szapáry (1831-1883), general austro-húngaro que tinha desempenhado um papel de liderança na ocupação da Bósnia e Herzegovina em 1878, e sua esposa Marianne Gräfin von Grünne Szapáry. Ele era primo do conde Gyula Szapáry, o primeiro-ministro da Hungria entre 1890-1892.
Em 27 de abril de 1908, casou-se com a princesa Hedwig de Windisch-Grätz, filha de Alfredo III, Príncipe de Windisch-Grätz, que tinha sido ministro Presidente da Áustria entre 1893-1895 e serviu como presidente da Câmara Alta. O casal teve quatro filhos  uma de suas filhas Maria Anna von Muraszombath (1911-1998) era a mãe de Maria Cristina, Princesa Miguel de Kent (nascida baronesa Marie Christine von Reibnitz) esposa do príncipe Miguel de Kent.